# Grupa muntoasă Retezat-Godeanu
Grupa Retezat-Godeanu, al cărei nume este dat de Munții Retezat și Munții Godeanu, cele mai mari masive montane ale grupei, se află în vestul Carpaților Meridionali, între râurile Jiu și Strei la est și Culoarul Timiș-Cerna la vest.  La nord, Culoarul Bistrei îi desparte de Munții Poiana Ruscă, iar la sud intră efectiv în contact cu Podișul Mehedinți și Subcarpații Olteniei.

## Componență
Grupa Retezat-Godeanu are un relief glaciar bine dezvoltat, cu circuri, tăuri și văi glaciare maiestoase, oferind o varietate petrografică a grupei ce constă din șisturi cristaline (predominant), granit, calcare (mai ales în sud-vest) și conglomerate. Grupa Retezat-Godeanu cuprinde șase subgrupe montane (denumite munți) și trei masive montane (denumite masive): 

### Munți
- Munții Retezat, localizați în partea nord-estică a grupei, cu altitudini de peste 2.500 m, având  în Vârful Peleaga cel mai înalt vârf al Retezatului și al întregii grupe cu 2.509 m;
- Munții Godeanu, în partea centrală a grupei, se înalță la altitudini de peste 2.200 m, cu cel mai înalt punct în Vârful Gugu, 2291 m;
- Munții Țarcu, situați în partea nord-vestică, cu altitudini de peste 2.100 m, având în Vârful Căleanu, cu 2.196 m cel mai înalt vârf al său;
- Munții Vâlcan, se găsesc în partea de sud-est a grupei, având în Vârful Oslea cel mai înalt vârf al lor, cu 1944 m
- Munții Cernei, predominant alcătuiți din roci calcaroase, se găsesc în partea de sud-vest a grupei, având ca cel mai înalt vârf al lor, cu 1928 m, Vârful Dobrii;
- Munții Mehedinți, alcătuiți de asemenea din calcare, cu altitudini mai mici, se găsesc în sud-vest, dar la est de Munții Cernei, având cea mai înaltă culme a lor în Vârful lui Stan cu 1466 m.

### Masive montane
- Masivul Muntele Mic, între Munții Țarcu, Munții Godeanu și Munții Retezat, cu cel mai înalt vârf, 1802 m, Vârful Muntele Mic,
- Masivul Tulișa, la estul Munților Retezat, cu cel mai înalt vârf, de 1792 m, Vârful Tulișa și
- Munții Piule-Iorgovanu, la vestul Munților Retezat, cu cel mai înalt vârf, 2081 m, Vârful Piule.